# Gare de Masseret
Pour les articles homonymes, voir Masseret (homonymie).
La gare de Masseret est une gare ferroviaire française sur la ligne des Aubrais - Orléans à Montauban-Ville-Bourbon, située sur la commune de Masseret dans le département de la Corrèze, en région Nouvelle-Aquitaine.
Masseret est une halte de la Société nationale des chemins de fer français (SNCF), elle est desservie par des trains express régionaux de Nouvelle-Aquitaine (TER Nouvelle-Aquitaine).

## Situation ferroviaire
Établie à 412 m d'altitude, la gare de Masseret est située au point kilométrique (PK) 448,057 de la ligne des Aubrais - Orléans à Montauban-Ville-Bourbon, entre les gares ouvertes de La Porcherie et Uzerche. Autrefois avant Uzerche se trouvait la gare de Salon-la-Tour.

## Historique
La gare de Masseret est ouverte lors de la mise en service de la ligne des Aubrais - Orléans à Montauban-Ville-Bourbon le 1er juillet 1893

### Fréquentation
Selon les estimations de la SNCF, la fréquentation annuelle de la gare figure dans le tableau ci-dessous.
| Année               | 2015  | 2016  | 2017  | 2018  | 2019  | 2020  | 2021  | 2022  | 2023  |
| ------------------- | ----- | ----- | ----- | ----- | ----- | ----- | ----- | ----- | ----- |
| Nombre de voyageurs | 6 345 | 4 781 | 5 467 | 4 757 | 5 767 | 4 637 | 6 984 | 8 126 | 8 253 |

## Services voyageurs

### Accueil
Halte SNCF c'est un point d'arrêt non géré (PANG), équipé de deux quais avec abris, un parking pour les véhicules est aménagé.

### Desserte
Masseret est desservie par des trains TER Nouvelle-Aquitaine de la ligne n°22, qui circulent entre Limoges et Brive-la-Gaillarde, via Uzerche.